# 1512

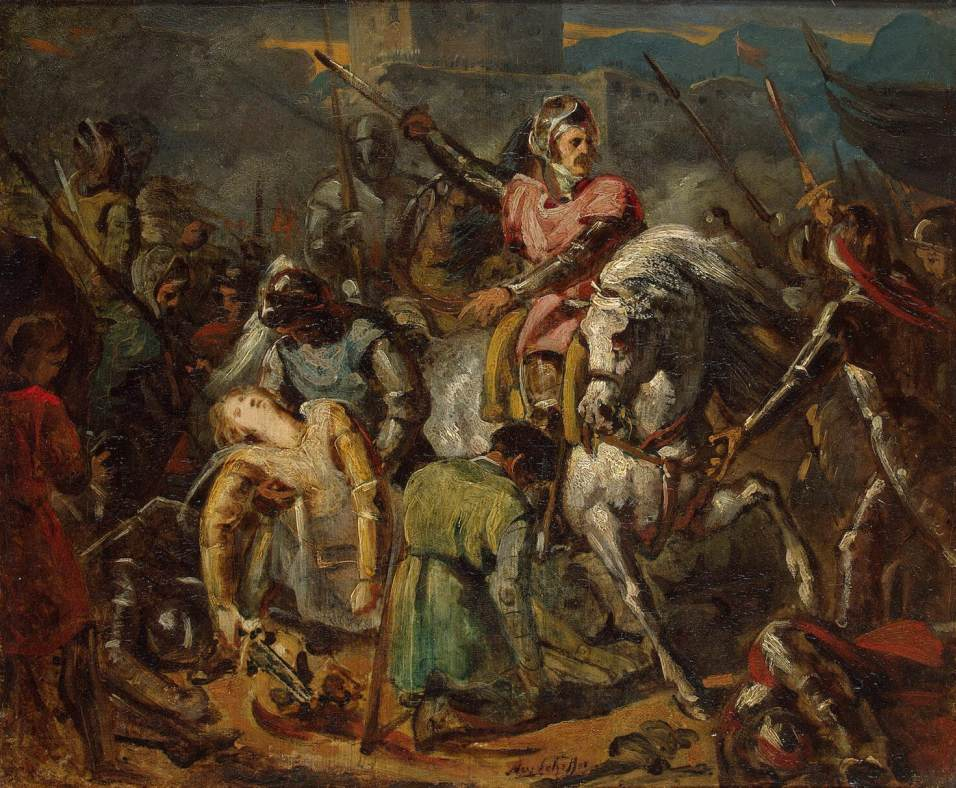
Gaston van Foix-Nemours sneuvelt in de Slag bij Ravenna

Het jaar 1512 is het 12e jaar in de 16e eeuw volgens de christelijke jaartelling.

## Gebeurtenissen
januari
- 30 - Paus Julius II ontneemt Federico Sanseverino zijn kardinaalstitel vanwege zijn steun voor het Concilie van Pisa.
- januari - Venetië verovert Brescia.

februari
- 18 - Franse troepen plunderen Brescia.
- 28 - Sigismund I van Polen huwt Barbara Zápolya
- februari - Een processie ter ere van de inwijding van de Dorpskerk van Charlois zakt door het ijs van de Maas. Een groot deel van de processiegangers verdrinkt. Schattingen van het aantal slachtoffers lopen uiteen van 1000 tot 4000.

maart
- 4 - De honderd meter hoge toren van de Pieterskerk in aanbouw in Leiden stort in tijdens een voorjaarsstorm.

april
- 11 - Slag bij Ravenna: De Fransen onder Gaston van Foix-Nemours verslaan de Spanjaarden, en hervatten het beleg van Ravenna.

mei
- 3 - Begin van het Vijfde Lateraans Concilie in Rome, bijeengeroepen door paus Julius II.
- 12 - Thomas Howard, 2e hertog van Norfolk, valt Frankrijk binnen en zet de Bretonse havenstad Brest in brand.

juli
- 6 - Huwelijk van Hendrik de Vrome en Catharina van Mecklenburg.
- 21 - Vanuit Alava, Castilië, valt Ferdinand II van Aragón met zijn troepen Navarra aan, nadat de koningen van Navarra een verbond hebben gesloten met Lodewijk XII van Frankrijk. Dankzij de steun van de Beaumonteses wordt het gedeelte van Navarra ten zuiden van de Pyreneeën binnen korte tijd veroverd en door Castilië geannexeerd.

augustus
- 31 - Piero Soderini, president van Florence, gaat onder druk van de Heilige Liga in ballingschap in Dubrovnik. De familie De' Medici krijgt de macht terug in Florence.

oktober
- 19 - Maarten Luther promoveert in Wittenberg en krijgt daar een leerstoel.
- 31 - Opening van de Sixtijnse Kapel in Rome.

november
- november - Op de Rijksdag van Keulen worden vier nieuwe kreitsen aangewezen: de Bourgondische Kreits, de Keur-Rijnse Kreits, de Oostenrijkse Kreits en de Opper-Saksische Kreits. Het aantal reichskreitsen komt daarmee op tien.

december
- 24 -  Huurtroepen van Karel van Gelre vallen Amsterdam aan. Ze plunderen de Lastage, de winterhaven en scheepshelling van de stad. Er wordt grote schade aangericht.

zonder datum
- Het Ottomaanse Rijk valt Moldavië binnen en maakt het tot vazalstaat.
- Moskovië verovert Smolensk op Litouwen.
- Francisco Serrão komt aan op Ternate en bereikt daarmee als eerste Europeaan de Molukken.
- Juan Ponce de León ontdekt de Turks- en Caicoseilanden. Spaanse slavenjagers en de door hen gebrachte ziekten ontvolken de eilanden in 1 jaar volledig.
- Gelre lijft de heerlijkheid Anholt in.
- De Heilige Tuniek (tunica Christi) die tot nu toe achter gesloten deuren in de dom van Trier wordt bewaard, wordt op verzoek van keizer Maximiliaan I tentoongesteld.
- Franciscus van Paola wordt heilig verklaard.

## Beeldende kunst

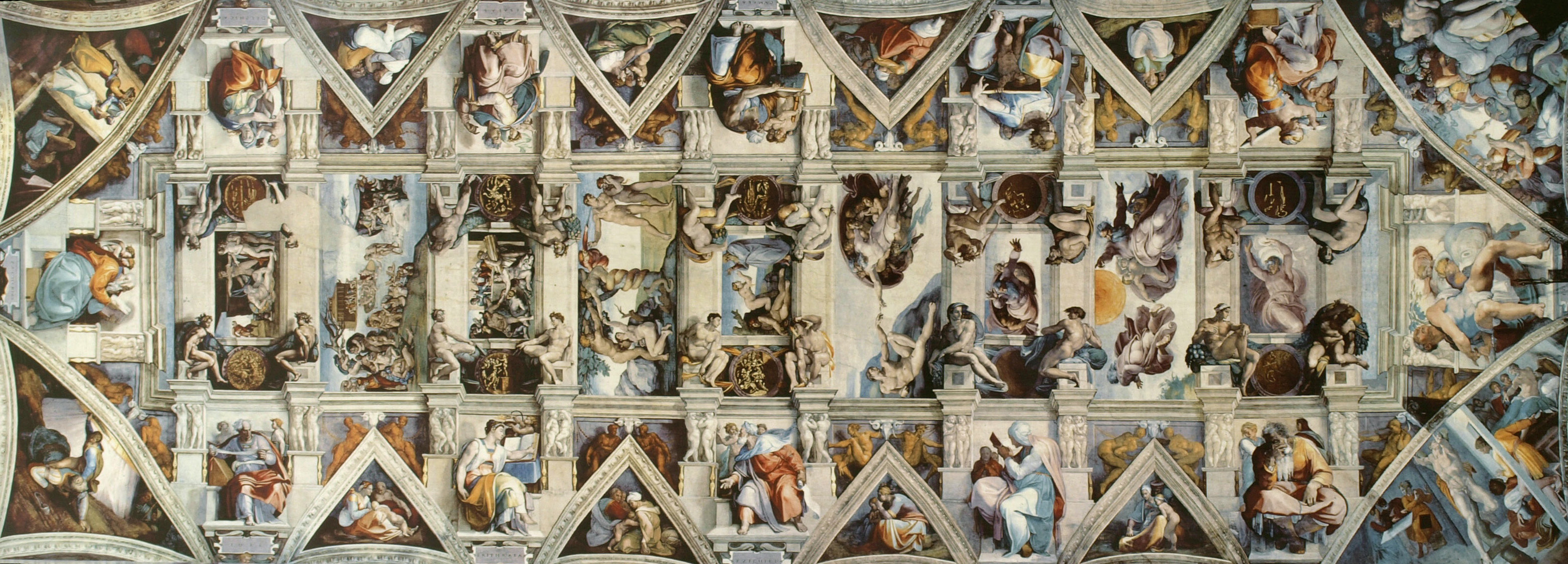
Michelangelo: Plafond van de Sixtijnse Kapel
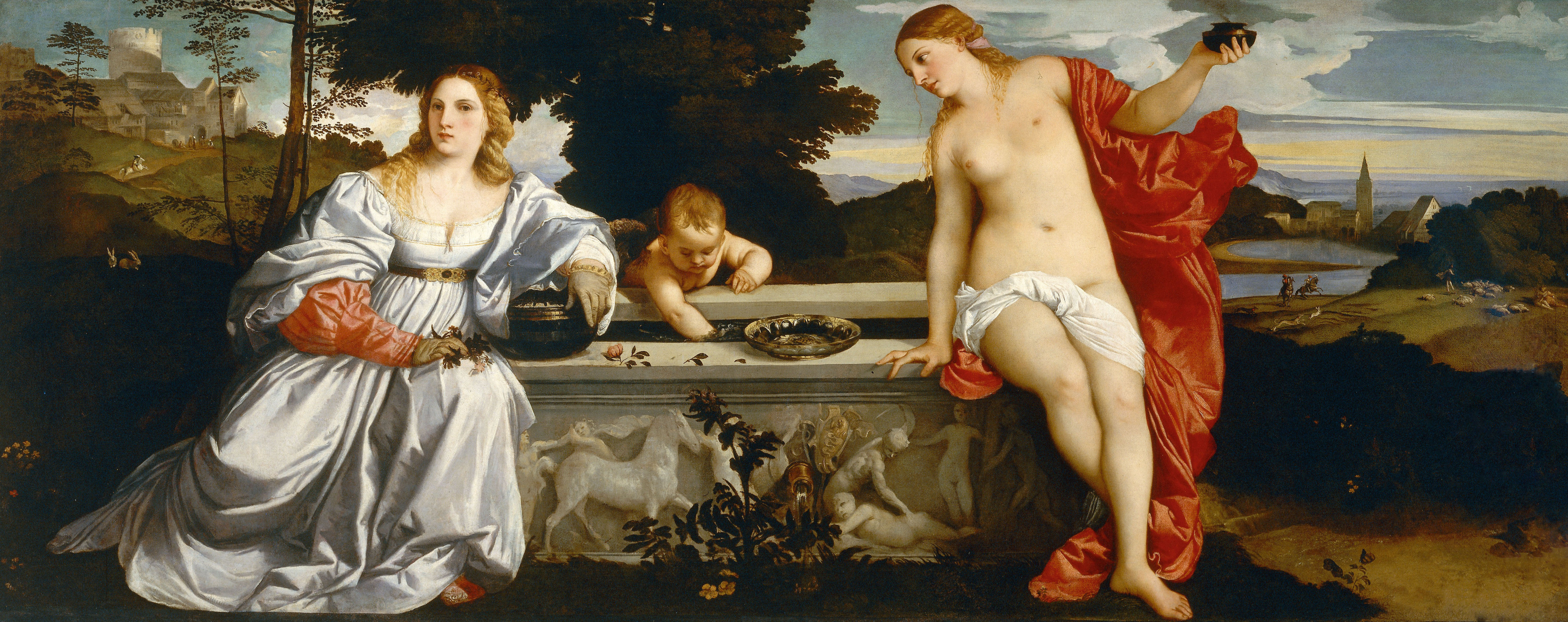
Titiaan: Heilige en profane liefde
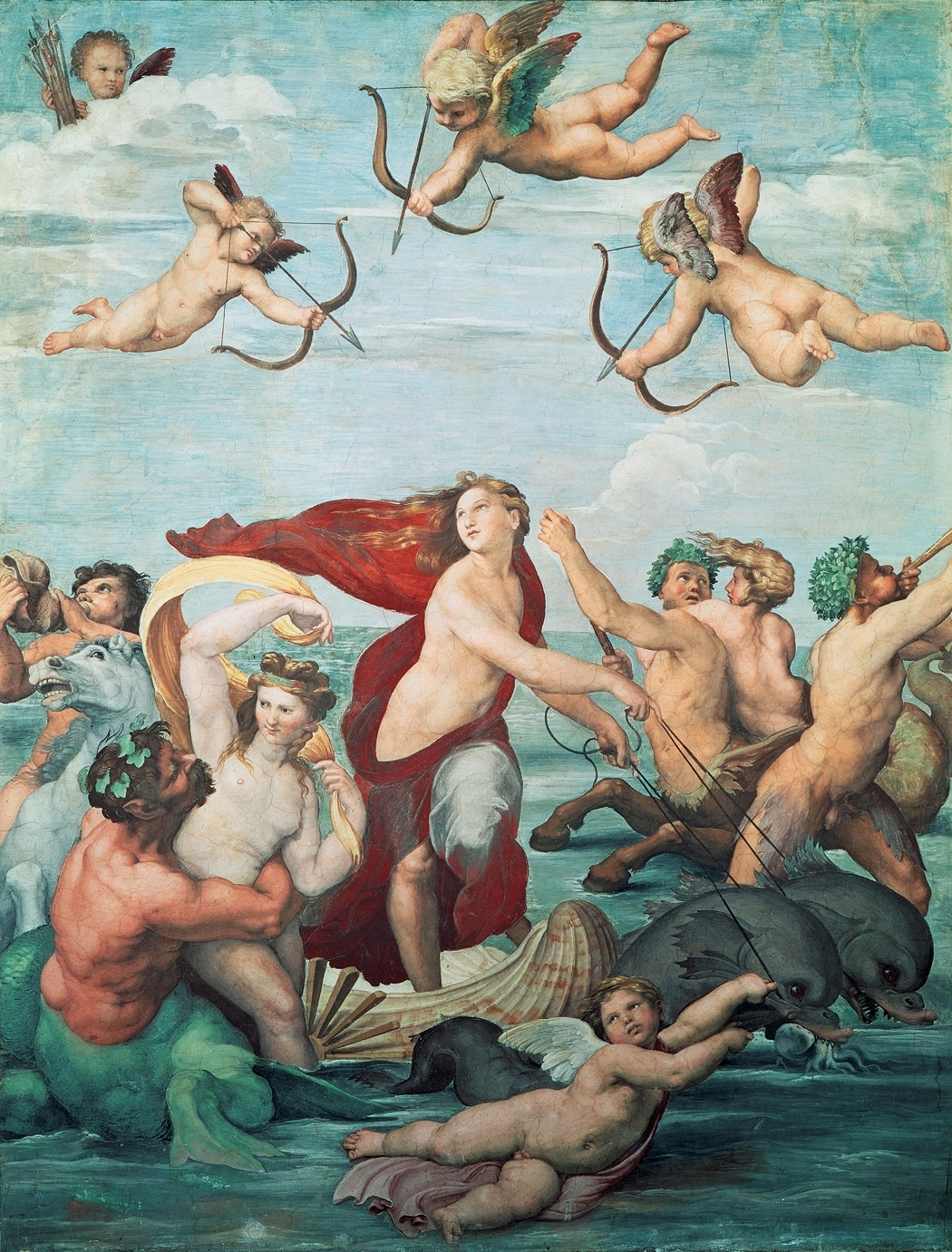
Rafaël: De triomf van Galatea
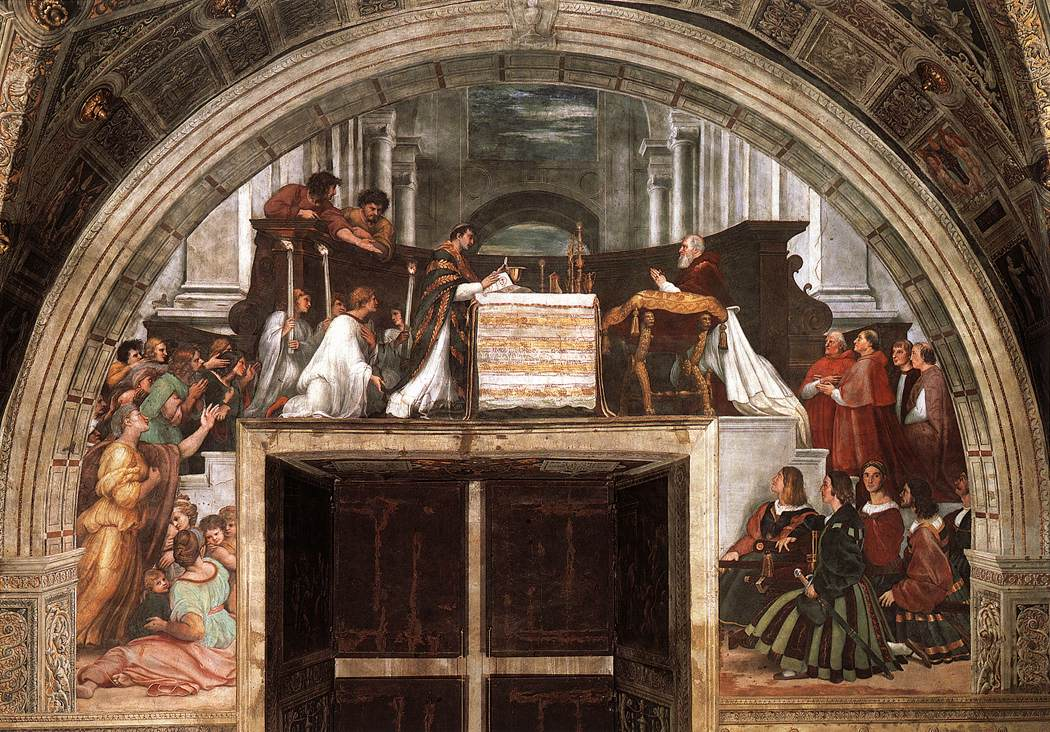
Rafaël: De mis in Bolsena
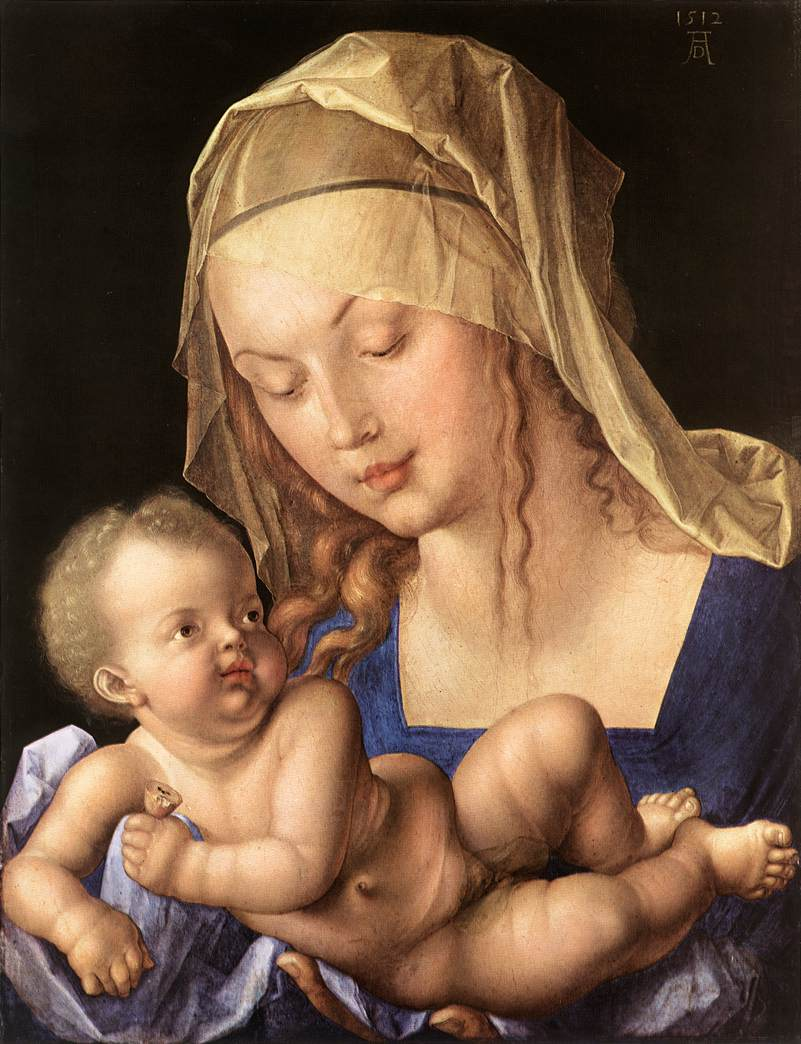
Albrecht Dürer: Madonna met kind

## Opvolging
- patriarch van Antiochië (Syrisch) - Ignatius Yeshu I opgevolgd door Ignatius Jacobus I
- Generalitat de Catalunya - Jordi Sanç opgevolgd door Johan II van Ribagorça
- Étampes - Gaston van Foix-Nemours opgevolgd door Anna van Bretagne
- Florence - Piero Soderini opgevolgd door Giovanni de' Medici
- Hanau-Münzenberg - Reinhard IV opgevolgd door Filips Lodewijk II
- Hohenzollern - Eitel Frederik II opgevolgd door zijn zoon Eitel Frederik III
- Nemours - Gaston van Foix-Nemours opgevolgd door Giuliano de' Medici
- Ottomaanse Rijk - Bayezid II opgevolgd door zijn zoon Selim I
- Orde van Sint-Jan (grootmeester) - Emery d'Amboise opgevolgd door Guy de Blanchefort
- Tsang - Dönyö Dorje opgevolgd door zijn neef Ngawang Namgyal
- Zweden - Svante Nilsson opgevolgd door Erik Arnoldsson Trolle, op zijn beurt opgevolgd door Sten Sture de Jongere

## Afbeeldingen

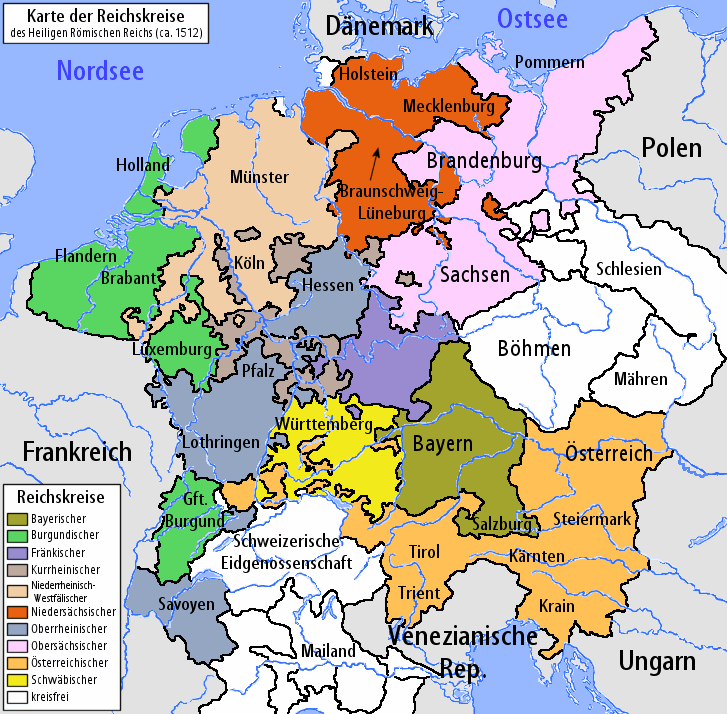
De kreitsen van het Heilige Roomse Rijk vanaf 1512
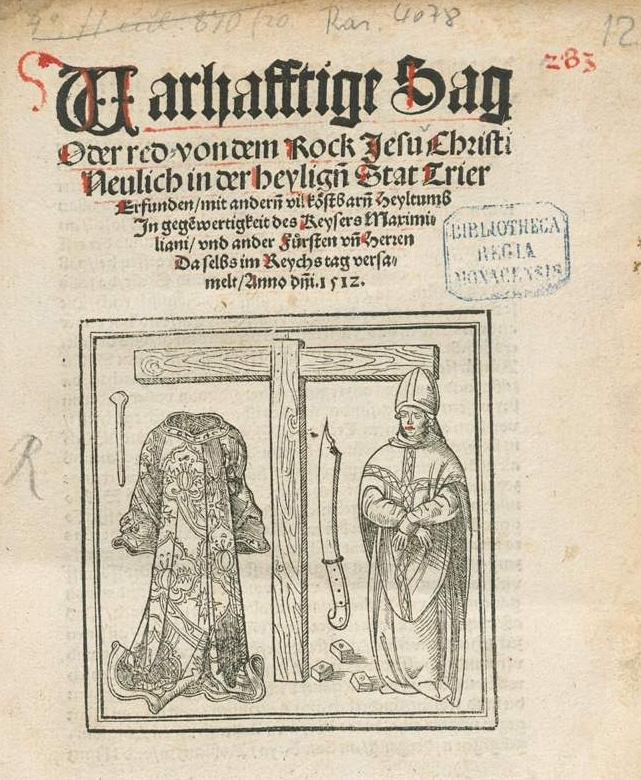
De Heilige Tuniek wordt getoond

## Geboren
- 15 januari - Robrecht IV van der Marck, Frans edelman
- 31 januari - Hendrik, koning van Portugal (1578-1580)
- 5 maart - Gerardus Mercator, Zuid-Nederlands cartograaf
- april - Jacobus V, koning van Schotland (1513-1542)
- 12 juni - Paulus Manutius, Venetiaans drukker en schrijver
- 17 juli - Sibylla van Kleef, Duits edelvrouw
- 21 december - Bonifatius IV, markgraaf van Monferrato
- Galeazzo Alessi, Italiaans architect
- Nicola Maria Caracciolo, Siciliaans bisschop
- Edward Clinton, Engels staatsman
- Godfried Coart, Nederlands monnik en martelaar
- Jan Pietersz Graeff, Noord-Nederlands handelaar en politicus
- Willem van Ketteler, prinsbisschop van Münster
- Diego Laínez, Spaans theoloog
- Catharina Parr, echtgenote van Hendrik VIII
- Şehzade Mahmud, Ottomaans prins
- Nicolas Payen, Zuid-Nederlands componist
- Antonio da Ponte, Venetiaans architect
- Domingo Rasera, Spaans militair
- Domingo de Salazar, Spaans prelaat
- Sanada Yukitaka, Japans daimyo (jaartal bij benadering)
- Thomas Sébillet, Frans dichter
- Francesco Sansovino, Italiaans geleerde
- Fernando Vazquez de Menchaca, Spaans jurist
- Jacobus Zovitius, Nederlands humanist

## Overleden
- 22 februari - Amerigo Vespucci (57), Florentijns ontdekkingsreiziger
- 3 april - Richard Pafraet, Duits drukker
- 11 april - Gaston van Foix-Nemours (22), Frans edelman
- 26 mei - Bayezid II (54), sultan van het Ottomaanse Rijk (1481-1512)
- 18 juni - Eitel Frederik II van Hohenzollern (~60), Duits edelman
- 31 oktober - Anna van Saksen (75), Duits edelvrouw
- 9 november - Roeland van Moerkerke (~47), Zuid-Nederlands politicus
- 13 november - Emery d'Amboise (~78), grootmeester van de Orde van Sint-Jan
- 13 december - Herman van Rijswijk, Noord-Nederlands ketter
- Dönyö Dorje, Tibetaans vorst
- Jan V van Gruuthuse (~54), Zuid-Nederlands-Frans militair
- Antoon I Keldermans, Zuid-Nederlands architect
- Giovanni Cristoforo Romano (~56), Italiaans beeldhouwer en medailleur
- Christoffel van Egmond, Noord-Nederlands bestuurder